# Élections législatives malaisiennes de 1990
Les élections législatives malaisiennes de 1990 se sont déroulées les 20 octobre 1990 et 21 octobre 1990 .